# 太平寰宇记
《太平寰宇记》是中国北宋时期的乐史编著，共200卷，记录了宋太宗时的山川地理人文等，很有史料价值。书名又作《太平寰宇志》。
《太平寰宇记》沿用唐制，仿李吉甫《元和郡縣圖誌》的體裁，将全国分为十三道，下分州、县，分别记述其历代的建置沿革、户口、风俗、人物、关塞、亭障、名胜古迹、祠庙等，又载录唐以前大量的地方佚文，可补史籍之缺，具有极高的史料价值。如南朝盛弘之《荆州记》、陆澄《地理书抄》、顾野王《舆地志》等地理佚书，都赖《寰宇记》引录而得以保留。《文献通考》評《太平寰宇记》：“太平兴国中，尽平诸国，天下一统，史悉取自古山经地志，考证讹谬，撰成此书上之。”许多在《元和郡县志》中没有渊源解释的地名，在《太平寰宇记》中都得到了解釋。如玄武湖，在《元和郡县志》卷25“上元县”中仅11字：“在縣北十里。周回二十五里。”，而《太平寰宇记》卷90“上元縣”則詳載：“宋元嘉末，有黑龙见湖内，故改为玄武湖也。”《寰宇记》在地名释名上記載有二千多處，遠勝於《元和郡县志》的九百三十一處，更勝於郦道元《水经注》一千多处。王象之《舆地纪胜》、祝穆《方舆胜览》都大量引用此書。四库馆臣评：“盖地理之书，记载至是书而始详，体例亦自是而大变” 。钱大昕认为“有宋一代志舆地者，当以乐氏为巨擘” 。
近代有王文楚點校本，是目前最佳的版本，收錄於中華書局《中國古代地理總志叢刊》。

## 目錄
- 河南道：1至24
- 關西道：25至39
- 河東道：40至51
- 河北道：52至71
- 劍南西道：72至82
- 劍南東道：82至88
- 江南東道：89至102
- 江南西道：103至122
- 淮南道：123至132
- 山南西道：133至141
- 山南東道：142至149
- 隴右道：150至156
- 嶺南道：157至171
- 四夷：172至200